# Ilhéu de Santa Maria
Ilhéu de Santa Maria – niewielka wysepka w Republice Zielonego Przylądka, dawniej znana jako Quail Island, położona blisko Prai.

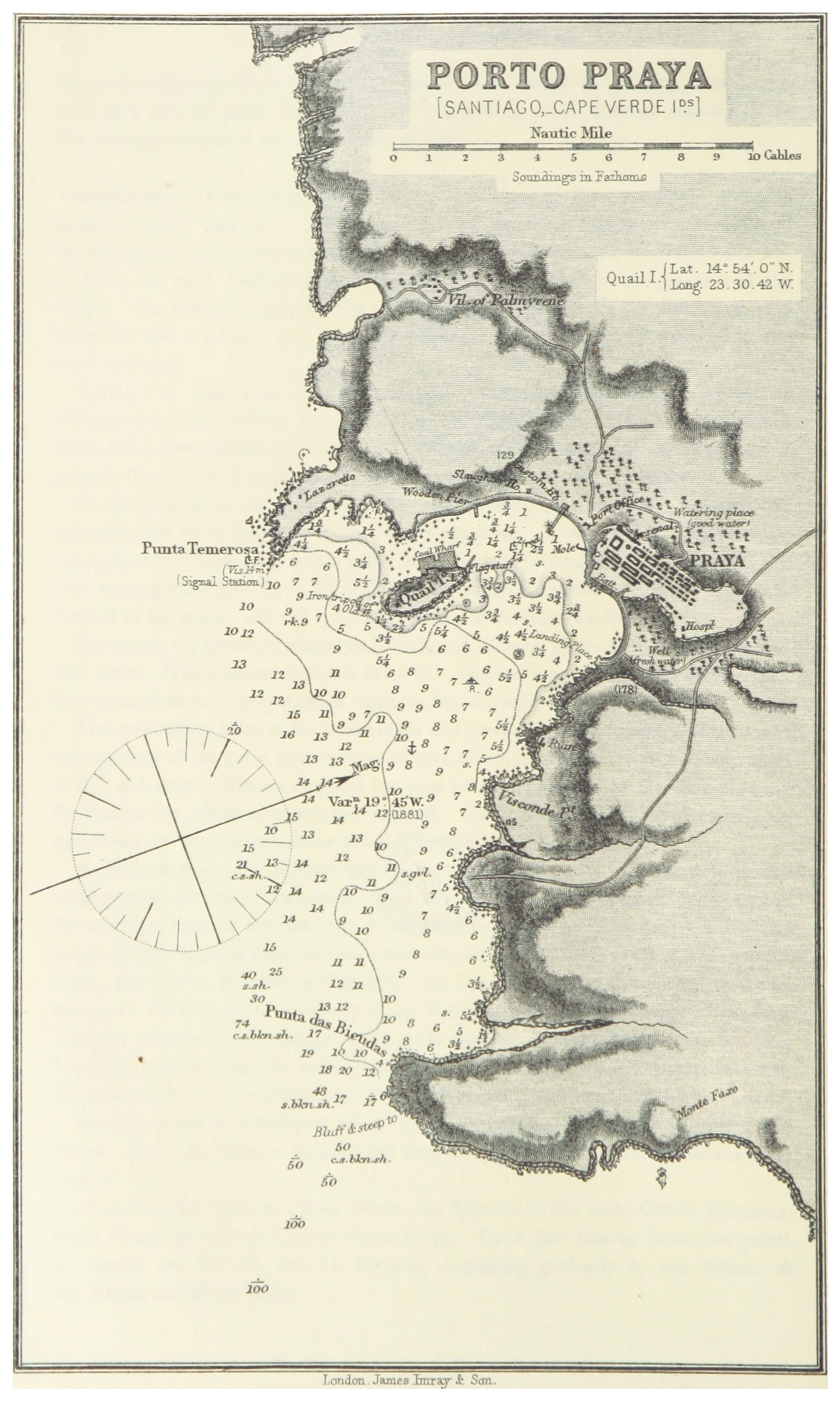
Mapa Prai z 1884 r., ukazująca wyspę jako Quail Island

W latach 50. XIX wieku na wysepce wybudowano kilka budynków, m.in. magazyny.

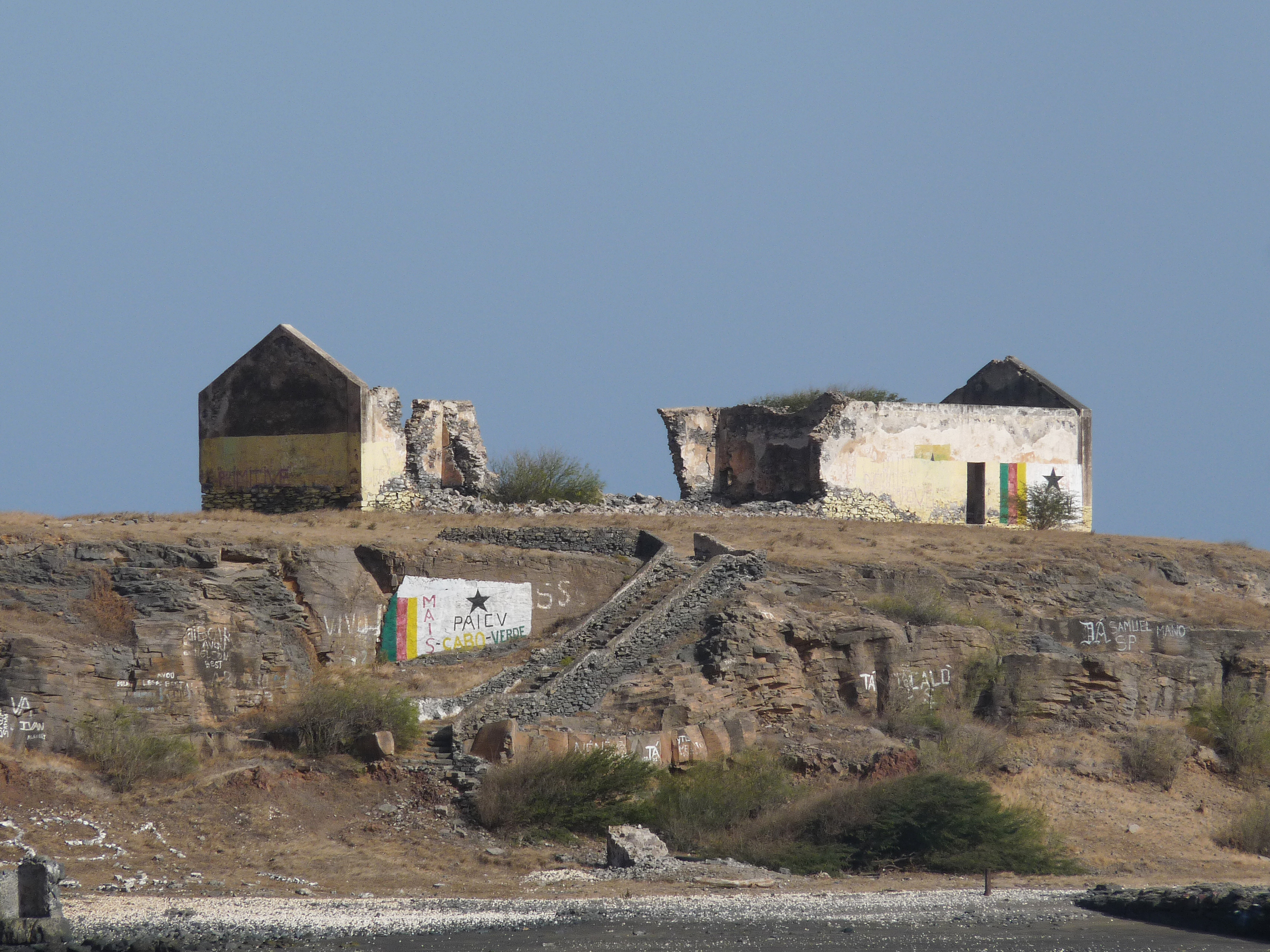
Ruiny na wysepce

W maju 2018 ukończono budowę mostu na wyspę, w 2015 r. ogłoszono, że chiński deweloper Legend Development Company wybuduje na wyspie hotel oraz kasyno.